# Mahali de Donaldson
Plocepasser donaldsoni
Espèce
Statut de conservation UICN

 LC  : Préoccupation mineure
Le Mahali de Donaldson (Plocepasser donaldsoni) ou Moineau-tisserin de Donaldson, est une espèce de passereau placée dans la famille des Ploceidae. 
Son nom est attribué au naturaliste et explorateur britannique Arthur Donaldson Smith (en) (1866-1939).

## Répartition
Cet oiseau vit en Afrique, dans les savanes du Sud-Ouest de l'Éthiopie, à l'extrême Sud de la Somalie et au Nord du Kenya.